# Miss DuPont
Patricia Hannon (28 de abril de 1894-6 de febrero de 1973) más conocida como Miss DuPont, fue una actriz y diseñadora de moda estadounidense.

## Biografía
A veces acreditada como Patty DuPont, Miss DuPont nació como Patricia Hannon en Frankfort (Kentucky), aunque varias fuentes afirman que ella nació en Frankfort (Indiana). DuPont es conocida por su interpretación de Helen Hughes en la película de Erich von Stroheim Foolish Wives (1922). Varias fuentes afirman que Stroheim había descubierto a DuPont, ya que había hecho varias películas con él en 1919, incluyendo The Day She Paid.
DuPont se casó por segunda vez con Sylvanus Stokes. Quienes se conocieron mientras viajaban en Los Ángeles poco antes después de que Sylvanus se divorciara de su primera esposa, Margaret Fahnestock Stokes, y se casaron en enero de 1928. DuPont pasó sus últimos años viviendo en su casa de Via Linda en Palm Beach (Florida), ubicado en el Palm Beach Country Club, Miss Dupont murió en Palm Beach en 1973.

## Filmografía
- Lombardi, Ltd. (1919)
- The Day She Paid (1919)
- Bonnie May (1920)
- The Rage of Paris (1921)
- Prisoners of Love (1921)
- Foolish Wives (1922)
- The Golden Gallows (1922) *desconocido/presuntamente perdido
- Wonderful Wife (1922)
- Brass (1923)
- The Common Law (1923) *película perdida
- The Man from Brodney's (1923) *incompleta
- So This Is Marriage? (1924) *película perdida
- One Night in Rome (1924)
- Sinners in Silk (1924) *película perdida
- Raffles, the Amateur Cracksman (1925)
- A Slave of Fashion (1925) *película perdida
- Good and Naughty (1926) *película perdida
- Mantrap (1926)
- La modelo de París (That Model from Paris, 1926)
- Hula (1927)
- The Wheel of Destiny (1927)